# Leon Pfeifer
Leon Pfeifer, slovenski violinist in glasbeni pedagog, * 3. november 1907, Ljubljana, † 25. avgust 1986, Radovljica.
Pfeifer je violino študiral na Konservatoriju v Ljubljani, izpopolnjeval pa se je v Pragi. Deloval je kot violinist v Ljubljanskem godalnem kvartetu, od leta 1935 predaval na ljubljanskem konservatoriju oz. kasnejši Akademiji za glasbo v Ljubljani kor profesor in bil tudi njen dekan (tedaj »rektor«). Med njegove najbolj zanane učence sodijo violinisti Rok Klopčič, Igor Ozim in Sabina Skalar.